# South Brunswick Township
South Brunswick Township ist eine Gemeinde im Middlesex County des Bundesstaats New Jersey in den USA. Das U.S. Census Bureau hat bei der Volkszählung 2020 eine Einwohnerzahl von 47.043 ermittelt.

## Geographie
Nach den Angaben des United States Census Bureaus hat die Gemeinde eine Gesamtfläche von 106,4 km², davon 105,8 km² Land und 0,6 km² (0,58 %) Wasser.
Mehrere Siedlungen innerhalb von South Brunswick werden von der US-Statistikbehörde als Census-designated place geführt. Dies sind Heathcote, Kendall Park, Kingston und Monmouth Junction.

## Politik
Seit 1998 wird der Bürgermeister und dessen Stellvertreter per Direktwahl von den Einwohnern bestimmt. Erste direkt gewählte Bürgermeisterin war Debra Johnson, ihr folgte 2002 Frank Gambatese (beide Demokratische Partei).

## Demographie
Nach der Volkszählung von 2000 gibt es 37.734 Menschen, 13.428 Haushalte und 10.084 Familien in der Stadt. Die Bevölkerungsdichte beträgt 356,6 Einwohner pro km². 70,49 % der Bevölkerung sind Weiße, 7,88 % Afroamerikaner, 0,13 % amerikanische Ureinwohner, 18,04 % Asiaten, 0,04 % pazifische Insulaner, 1,37 % anderer Herkunft und 2,04 % Mischlinge. 5,08 % sind Latinos unterschiedlicher Abstammung.
Von den 13.428 Haushalten haben 43,0 % Kinder unter 18 Jahre. 63,8 % davon sind verheiratete, zusammenlebende Paare, 8,6 % sind alleinerziehende Mütter, 24,9 % sind keine Familien, 19,6 % bestehen aus Singlehaushalten und in 4,3 % Menschen sind älter als 65. Die Durchschnittshaushaltsgröße beträgt 2,80, die Durchschnittsfamiliengröße 3,27.
28,4 % der Bevölkerung sind unter 18 Jahre alt, 5,7 % zwischen 18 und 24, 36,7 % zwischen 25 und 44, 21,8 % zwischen 45 und 64, 7,3 % älter als 65. Das Durchschnittsalter beträgt 35 Jahre. Das Verhältnis Frauen zu Männer beträgt 100:94,0, für Menschen älter als 18 Jahre beträgt das Verhältnis 100:91,3.
Das jährliche Durchschnittseinkommen der Haushalte beträgt 78.737 USD, das Durchschnittseinkommen der Familien 86.891 USD. Männer haben ein Durchschnittseinkommen von 61.637 USD, Frauen 41.554 USD. Der Prokopfeinkommen der Stadt beträgt 32.104 USD. 3,1 % der Bevölkerung und 2,1 % der Familien leben unterhalb der Armutsgrenze, davon sind 2,9 % Kinder oder Jugendliche jünger als 18 Jahre und 4,5 % der Menschen sind älter als 65.
Bei der Volkszählung 2010 wurden 43.417 Einwohner registriert.